# 王家镇 (珙县)
王家镇，是中华人民共和国四川省宜宾市珙县下辖的一个乡镇级行政单位。

## 行政区划
王家镇下辖以下地区：
花田社区、鱼田村、花树村、团聚村、青山村、麻园村、和平村、四合村、徐家村、长埂村、福胜村、大祥村、柏杨村、百花村、白玉村和麻窖村。